# Turóczi Mihály
Turóczi Mihály (Szakolca, 1669. szeptember 6. – Eperjes, 1706. április) Jézus-társasági áldozópap és tanár.

## Élete
1688. január 20-án lépett be a jezsuita rendbe. Tanította a grammatikát és a humaniorákat Kassán.

## Művei
- Labores laureati. Cassoviae, 1695 (névtelenül)
- Lilietum Immaculatae Conceptae Beatae Virginis ... Leutschoviae, 1696 (névtelenül)